# John Hallock junior
John Hallock junior (* Juli 1783 in Oxford, New York; † 6. Dezember 1840 in Ridgebury, New York) war ein US-amerikanischer Jurist und Politiker. Zwischen 1825 und 1829 vertrat er den Bundesstaat New York im US-Repräsentantenhaus.

## Werdegang
John Hallock junior wurde wenige Wochen vor dem Ende des Unabhängigkeitskrieges in Oxford geboren. Er saß zwischen 1816 und 1821 in der New York State Assembly. 1821 nahm er als Delegierter an der verfassunggebenden Versammlung von New York teil. Zu jener Zeit schloss er sich der Jacksonian-Fraktion an. Bei den Kongresswahlen des Jahres 1824 wurde er im sechsten Wahlbezirk von New York in das US-Repräsentantenhaus in Washington, D.C. gewählt, wo er am 4. März 1825 die Nachfolge von Hector Craig antrat. Nach einer erfolgreichen Wiederwahl trat er nach dem 3. März 1829 aus dem Kongress aus. Danach war er in den 1830er Jahren Richter am Court of Common Pleas in Orange County. Er verstarb am 6. Dezember 1840 in Ridgebury und wurde dann auf dem nahegelegenen Friedhof der Familie Hallock beigesetzt.